# Mlečice
Mlečice (en allemand : Mletschitz) est une commune du district de Rokycany, dans la région de Plzeň, en République tchèque. Sa population s'élevait à 299 habitants en 2021.

## Géographie
Mlečice se trouve à 21 km au nord-nord-est de Rokycany, à 31 km au nord-est de Plzeň et à 56 km à l'ouest-sud-ouest de Prague.

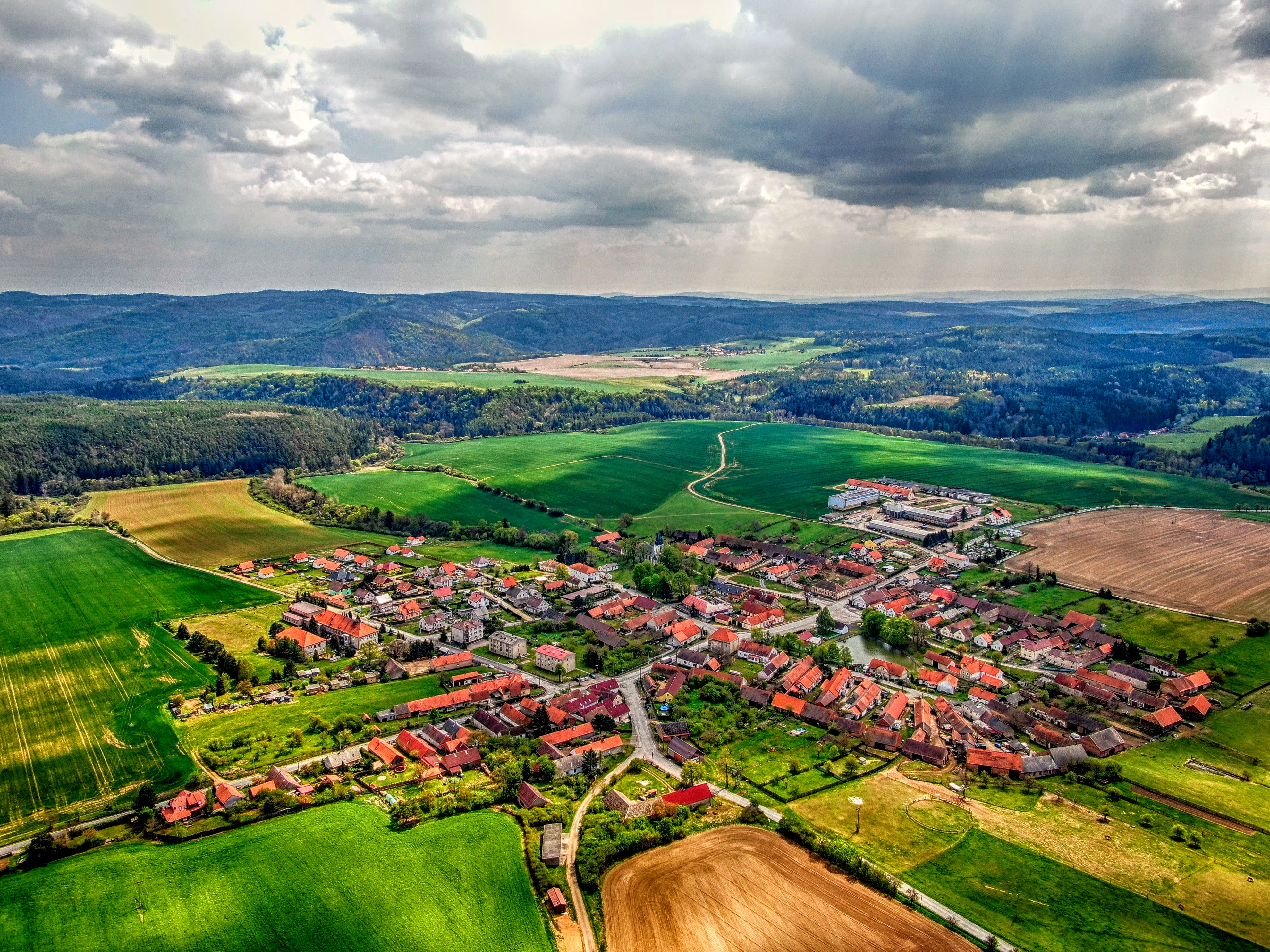
Mlečice : vue aérienne.

La commune est limitée par Chlum et Podmokly au nord, par Ostrovec-Lhotka à l'est et au sud, par Terešov et Hlohovice au sud et par Kladruby à l'ouest.

## Histoire
La première mention écrite du village date de 1227.

## Administration
La commune se compose de trois sections :
- Mlečice
- Prašný Újezd
- Skoupý

## Galerie

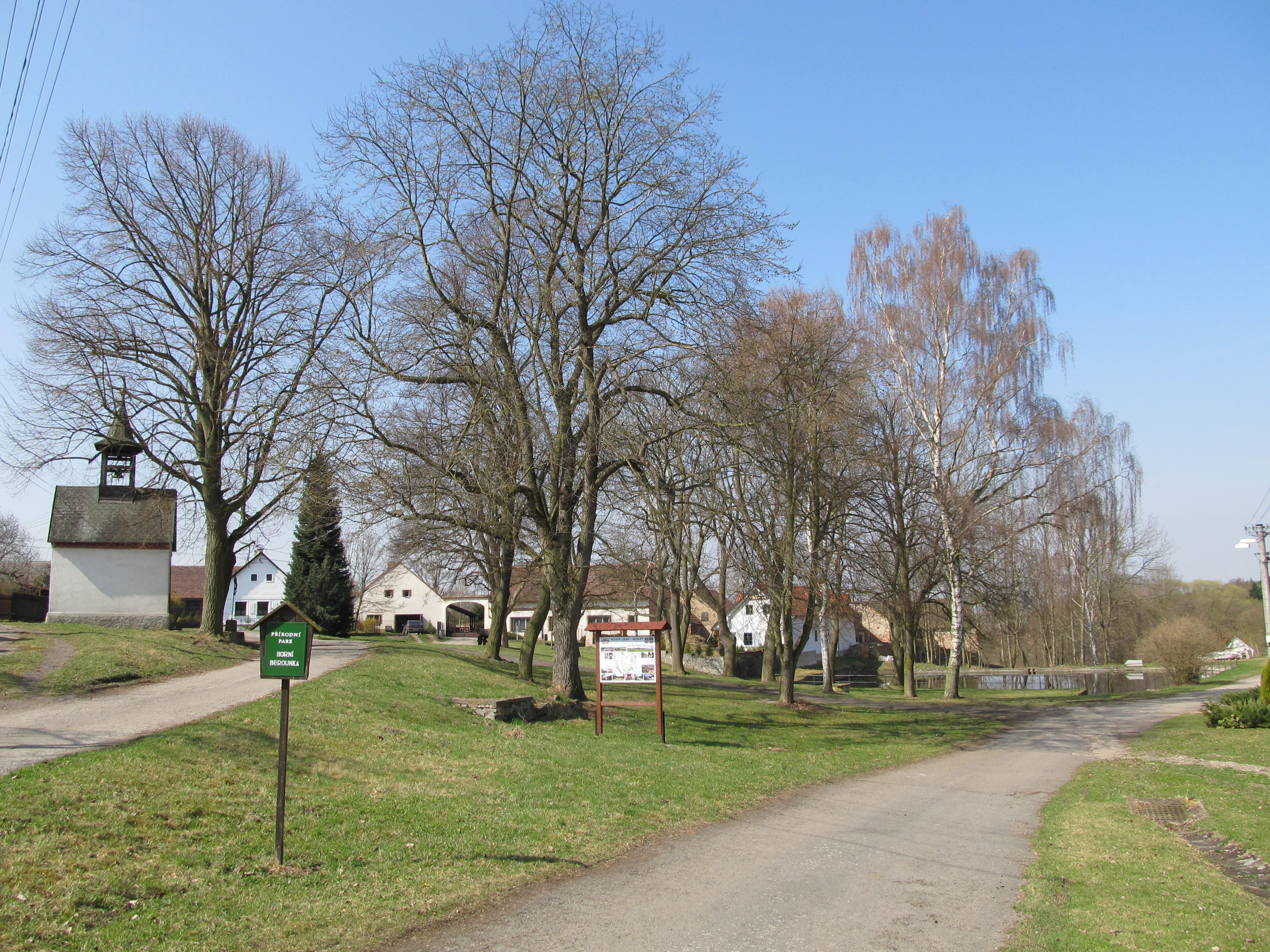
Prašný Újezd.
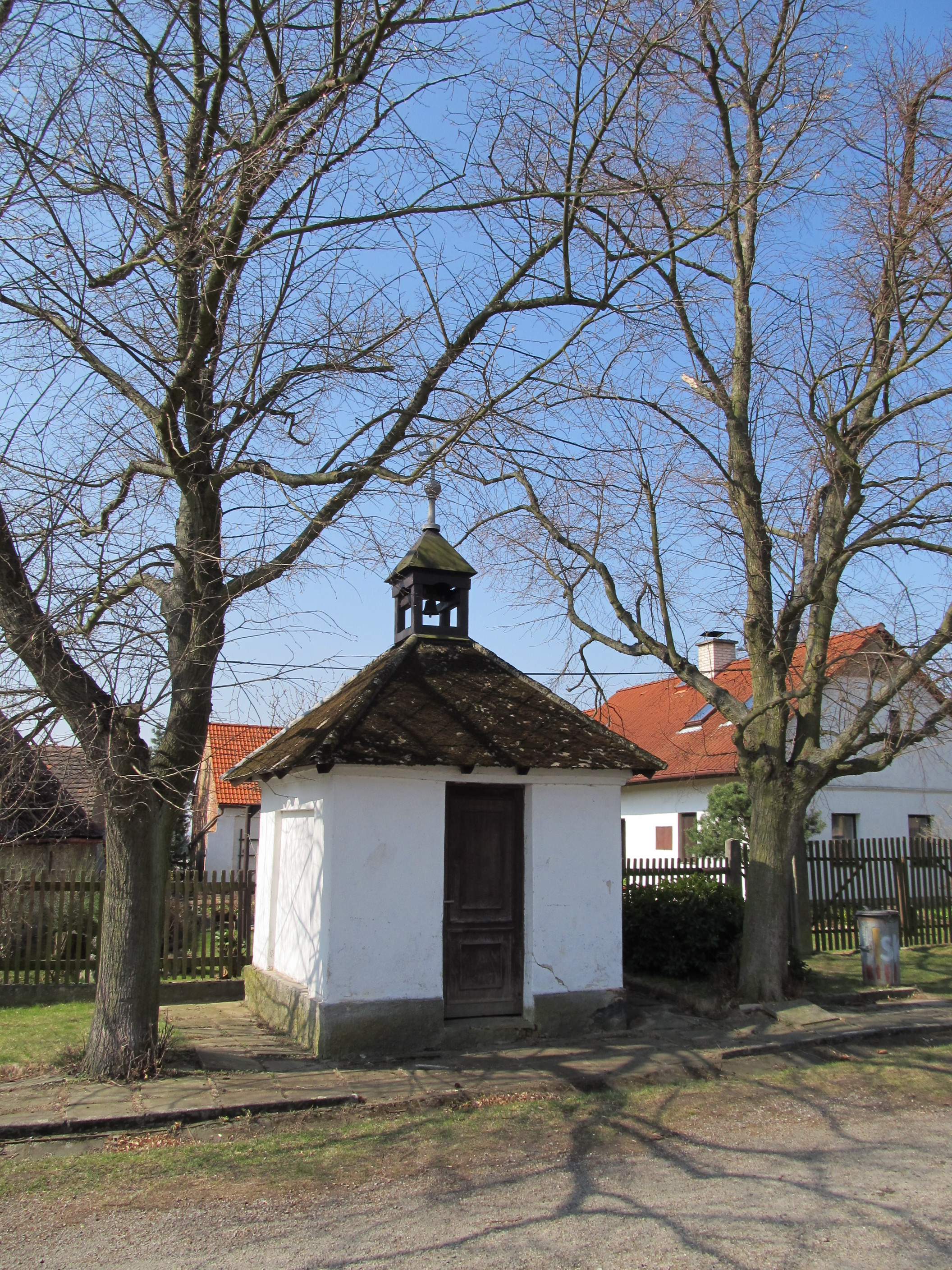
Chapelle à Skoupý.

## Transports
Par la route, Mlečice se trouve à 12 km de Zbiroh, à 29 km de Rokycany, à 42 km de Plzeň et à 73 km de Prague. 